# Anaea glycerium
Anaea glycerium är en fjärilsart som beskrevs av Doubleday 1849. Anaea glycerium ingår i släktet Anaea och familjen praktfjärilar. Inga underarter finns listade i Catalogue of Life.